# La teta asustada
La teta asustada es una película de drama peruana escrita y dirigida por Claudia Llosa y estrenada en 2009. La película está protagonizada por Magaly Solier, y se centra en los temores de las mujeres que fueron violadas durante la época del terrorismo que vivió Perú en las últimas décadas del siglo XX.
El significado de tener "la teta asustada", es tener la leche materna con rabia, sufrimiento y tristeza. En quechua es Mancharisqa Nuñu. Y nuño puede ser "leche" y "teta".
Fue estrenada el 12 de febrero de 2009 en Berlín, el 13 de febrero de 2009 en España y el 12 de marzo de 2009 en Perú. Galardonada con el Oso de oro a mejor película en el festival de cine de Berlín. En 2010 fue nominada al premio Óscar en la categoría de mejor película en idioma extranjero, convirtiéndose en la única película peruana en ser nominada al premio Óscar.

## Producción
Fue producida con capital peruano y español. Fue filmada en 2008, siendo las primeras tomas grabadas en Ica, y el resto del rodaje fue por 6 semanas en la localidad de Manchay, en el distrito de Pachacámac, ciudad de Lima.  Parte de la banda sonora de la película, es de los grupos de cumbia peruana Los Destellos y Los Pakines.

## Argumento
La historia se centra en Fausta (Magaly Solier), una joven que según sus creencias sufre una extraña enfermedad ficticia llamada "la teta asustada", un síndrome que padecen las mujeres maltratadas que transmite el miedo y el sufrimiento de madres a hijos a través de la leche materna, ya que su progenitora fue violada durante el terrorismo peruano .
Los asustados nacen sin alma, porque del susto se escondió en la tierra, y cargan un terror atávico que les aísla por completo. De ritmo conciso e inteligente, se nos narra una historia sobre las raíces que ha echado una persona que continúa temerosa por el maltrato terrorista. 
El terrorismo en Perú acabó; sin embargo, Fausta no para de recordarlo, porque cree que la enfermedad le robó el alma. Fausta mantiene una estrecha relación con su madre indígena (Anita Chaquiri) y es básicamente un personaje desamparado. En el transcurso de su vida y al escuchar las terribles historias que su madre le contaba a través de sus cantos (cantados en quechua), Fausta se encierra en sí y vive en una burbuja de traumas y miedos, que la hace repeler cualquier contacto con personas de su entorno, en especial con los hombres (más no con miembros de su propia familia), crece en ella una fuerte melancolía de la que sus parientes son testigos. Como telón de fondo, el rumor del mal que le aqueja es vivido como estigma y es una gran fuente de sufrimiento de hondo significado femenino. Fausta canta para conjurar su mal. Para ello, utiliza su lengua materna, el quechua, que es el cordón que le ata a la teta de su madre. Una teta asustada que ella padece y que configura su desdibujada alma. Al escuchar una historia sobre como algunas mujeres se protegían de las violaciones al introducirse un tubérculo en la vagina, y ser rechazadas por los violadores, Fausta decide hacer lo mismo.
Madre e hija migran a un pueblo joven (no se especifica cuando, aunque se reúnen con la familia del tío de Fausta, que tiene un negocio familiar de eventos para fiestas y matrimonios) en las periferias de Lima, donde reside gente que escapó de la violencia de los Andes. En ese lugar, los habitantes mezclan sus tradiciones ancestrales con tintes de la globalización. A pesar de las miserias materiales, aprenden a disfrutar la vida, a través de sus bailes, costumbres, fiestas y reuniones.
La repentina muerte de su madre obliga a Fausta a enfrentar sus miedos y el secreto que guarda en su interior. Ella entra en un proceso lento de entendimiento y enfrentamiento con el mundo exterior, por el amor a su madre difunta, a la cual tiene que darle sepultura. Es por ello que consigue un empleo y con el dinero recaudado consigue llevarla y enterrarla en su pueblo natal. El hecho de luchar contra sus temores, y enfrentar a la sociedad, la hace conocer a un jardinero, con el cual se identifica, ya que consigue comunicarse en quechua, y él le presta ayuda de forma desinteresada.
Al transcurrir la historia, su familia muestra preocupación por ella, pues no saben qué es lo que le va a pasar una vez que su madre esté enterrada. Llama la atención el tratamiento costumbrista de los habitantes del barrio limeño, siendo el espectador testigo de modelos sociales propios de Latinoamérica, muy poco reflejados y difundidos en el cine europeo. Por una parte, se muestra el resultado de la violencia contra las mujeres como sinónimo de perder la vida. Por otra, se expresa la respuesta en una forma poética y desgarrada, en la que no pareciera darse lugar a la esperanza. Doblemente despojada, Fausta sufre la violencia de los hombres y de la burguesía, en un doble juego de exterminio.
Casi al finalizar la película, su tío decide darle una lección: una vez finalizada la celebración del matrimonio de su hija y de haber bebido unas copas, se acerca a Fausta y pretende asfixiarla. Ella se defiende para poder respirar, y él, llorando, le dice "¡¿No ves como sí quieres vivir?! ¡¿No ves cómo quieres seguir viviendo?!". Tras esto, Fausta huye, aprendiendo a luchar contra sus miedos, y decide, a su vez, sacar el tubérculo de su cuerpo. Fausta y su familia viajan con rumbo a enterrar a su madre, y es cerca del mar donde ella lleva el cuerpo de la fallecida, para que vea con ella el mar.
El mar como punto final es un símbolo, mostrándose una imagen de esperanza en frente de tanto sufrimiento y desolación.
La película termina con Fausta recibiendo de parte del jardinero el tubérculo germinado, mostrando sus flores. Un mensaje que puede encerrar mucho, como el perder el miedo a recordar, pues de esa manera se puede perdonar, reflexionar, y continuar luchando en pro de la vida.

## Reparto
- Magaly Solier como Fausta Isidora.
- Susi Sánchez como Aída.
- Marino Ballón como tío Lúcido.
- Efraín Solís como Noé.
- Bárbara Lazón como Perpetua.
- María del Pilar Guerrero como Máxima.
- Delcy Heredia como Carmela.
- Karla Heredia como Severina.
- Fernando Caycho como Melvin.
- Edward Llungo como Marcos.
- Daniel Nuñez como Amadeo.
- Anita Chaquiri como la abuela / mamá de Fausta
- Leandro Mostorino como Johnny
- Marco Antonio Ramírez como Soldadito 3.
- Doris María Ramírez como Soldadito 4.

## Título

### Interpretación
Este sugestivo nombre hace referencia a una creencia entre los pobladores de zonas rurales del Perú, víctimas de la violencia durante la época del terrorismo en el Perú. Este nombre está inspirado en la obra "Entre prójimos el conflicto armado interno y la política de la reconciliación en el Perú", de Kimberly Theidon, donde se describe dicha creencia.

### En otros idiomas
La teta asustada en varios países cambió a títulos oficiales para acomodarse. Factores como la gramática y la estructura son la causa para que el título se altere en algunos países. Según IMDb, la traducción literal y original de La teta asustada en inglés es "The Frightened Tit", donde tomaría un significado más ambiguo.
- The Milk of Sorrow (La leche de la tristeza)
- Aci süt (Leche ácida)
- Eine Perle Ewigkeit (Una perla de la eternidad) y Faustas Erwachen (El despertar de Fausta)
- Fausta
- Молоко скорби (La leche de la tristeza)
- Faustas pärlor (Las perlas de Fausta)
- Fausta perler (Las perlas de Fausta)
- Gorzkie Mleko (Leche amarga)
- Il canto di Paloma (El canto de Paloma)
- Молоко скорботи (La leche de la tristeza)

## Música
Compuesta principalmente por Selma Mutal, también integra canciones populares. No ha sido lanzada al público en ningún formato.
| Banda sonora |                                                   |                                         |                |          |  |
| N.º          | Título                                            | Escritor(es)                            | Interpretación | Duración |  |
| 1.           | «Quizás algún día»                                | Magaly Solier                           | Magaly Solier  |          |  |
| 2.           | «Tapón»                                           | Magaly Solier                           | Magaly Solier  |          |  |
| 3.           | «Lavar tu ropa»                                   | Magaly Solier                           | Magaly Solier  |          |  |
| 4.           | «Cerveza»                                         | Ricardo Olvier López                    | Los Destellos  |          |  |
| 5.           | «Amor por qué matas»                              | Óscar Emilio Casas Miguel               | Los Destellos  |          |  |
| 6.           | «Heridita»                                        | Magaly Solier                           | Magaly Solier  |          |  |
| 7.           | «Caminito serrano»                                | Enrique Delgado Montes                  | Los Destellos  | 3:02     |  |
| 8.           | «Elsa»                                            | Tomás Rebata                            | Los Destellos  | 3:40     |  |
| 9.           | «Horizontes»                                      | Luis Chamorro                           | Los Destellos  | 3:40     |  |
| 10.          | «Sirena»                                          | Selma Mutal                             | Magaly Solier  |          |  |
| 11.          | «Boquita de bombón»                               | José Augusto Torres Liza                | Los Pakines    |          |  |
| 12.          | «Palomita»                                        | Magaly Solier                           | Magaly Solier  |          |  |
| 13.          | «Jardín»                                          | Magaly Solier                           | Magaly Solier  |          |  |
| 14.          | «La muerte del preso que se fugó por ir a bailar» | -                                       | Los Destellos  | 3:07     |  |
| 15.          | «La negra, la china, la chola, la rubia»          | Luis Javier Amorrortu, Gustavo Araníbar | -              |          |  |
| 16.          | «Guachimán»                                       | Julio Llosa, Martín Choi                | La Sarita      |          |  |
| 17.          | «Cada vez que te hago el amor»                    | Víctor Barrientos Vásquez               | Los Pakines    |          |  |

Fuente:

## Premios y nominaciones
La película fue estrenada en la edición 2009 del Festival Internacional de Cine de Berlín, donde fue la ganadora del Oso de oro y el Premio de la Crítica FIPRESCI.
Asimismo, en el 24 Festival Internacional de Cine de Guadalajara, obtuvo dos galardones: Mejor película y Mejor actriz (por la actuación de Magaly Solier). Fue ganadora en el Festival de cine de Bogotá. Su último premio lo recibió el 12 de diciembre de 2009, en el Festival de Cine de La Habana como mejor largometraje.
La película fue exhibida fuera de concurso en el Festival Internacional de Cine de Salónica de 2009.
El 2 de febrero de 2010 fue nominada a los Premios Óscar como Mejor película extranjera, bajo el nombre The Milk of Sorrow (La leche de la tristeza), siendo una de dos películas nominadas que participaban en idioma español y la primera en idioma quechua. Se trata de la primera película peruana en ser nominada a los Premios de la Academia.
| Año                                                | Categoría                                                 | Nominado/s                                   | Resultado |
| -------------------------------------------------- | --------------------------------------------------------- | -------------------------------------------- | --------- |
| 2009 Festival Internacional de Cine de Berlín      | Oso de Oro                                                | Claudia Llosa                                | Ganadora  |
| 2009 Festival Internacional de Cine de Berlín      | FIPRESCI                                                  | Claudia Llosa                                | Ganadora  |
| 2009 Festival Internacional de Cine de Guadalajara | Mejor película                                            | Claudia Llosa                                | Ganadora  |
| 2009 Festival Internacional de Cine de Guadalajara | Mejor Actriz                                              | Magaly Solier                                | Ganadora  |
| 2009 Festival Internacional de Cine de Montreal    | Mejor Actriz                                              | Magaly Solier                                | Ganadora  |
| 2009 Asociación de Críticos de Cine de Quebec      | Mejor Película                                            | Claudia Llosa                                | Ganadora  |
| 2009 Festival de Lima                              | Mejor Película Peruana                                    | Claudia Llosa                                | Ganadora  |
| 2009 Festival de Lima                              | Premio CONACINE                                           | Claudia Llosa                                | Ganadora  |
| 2009 Festival de Lima                              | Mejor Actriz                                              | Magaly Solier                                | Ganadora  |
| 2009 Festival de Cine de Bogotá                    | Mejor película                                            | Claudia Llosa                                | Ganadora  |
| 2009 Festival de Cine de La Habana                 | Mejor película Mejor dirección artística                  | Claudia Llosa Susana Torres y Patricia Bueno | Ganadoras |
| 2009 Asociación Peruana de Prensa Cinematográfica  | Mejor Largometraje Peruano                                | Claudia Llosa                                | Ganadora  |
| 2010 Premios Goya                                  | Mejor película Hispanoamericana                           | Claudia Llosa                                | Nominada  |
| 2010 Premios Óscar                                 | Mejor película extranjera                                 | Claudia Llosa                                | Nominada  |
| 2010 Premio Ariel                                  | Mejor película Iberoamericana                             | Claudia Llosa                                | Nominada  |
| 2010 D-World Awards                                | Mejor Actriz Internacional                                | Magaly Solier                                | Ganadora  |
| 2010 Premio Cóndor de Plata                        | Premio Cóndor de Plata a la mejor película iberoamericana | Claudia Llosa                                | Nominada  |

## Libro
En marzo de 2010 la Editorial Norma, en la categoría "La otra Orilla", publicó el guion literario de la película, escrito por Claudia Llosa, con algunas escenas no incluidas en el filme, fotografías de la película y su rodaje, así como un dossier de textos firmados por diferentes críticos que aportan algunas luces sobre el filme.